# Засада на колонну правительственных войск Таджикистана в ущелье Камароб
Засада на колонну правительственных войск Таджикистана в ущелье Камароб (19 сентября 2010 года) — одна из наиболее кровавых вылазок остатков вооружённых формирований «непримиримых» полевых командиров таджикской оппозиции с момента окончания Гражданской войны в Таджикистане. По версии правительства, нападение было совершено в целях накала обстановки в восточных районах страны, а также предостеречь силовые ведомства от усиления режима контроля над районом.
В результате нападения, по официальным данным, убиты 28 таджикских военнослужащих, по неофициальным — более 40.

## Развитие событий
23 августа 2010 года из СИЗО Госкомитета Нацбезопасности в Душанбе совершили побег 25 особо опасных преступников, застрелив нескольких охранников. Побег получил имя «побег № 1 в Таджикистане» и вызвал широкий общественный резонанс, в том числе у властей. ФСБ РФ пообещала таджикским силовикам помощь в поиске и задержании беглецов.
19 сентября, в рамках операции по поимке заключённых, колонна с военнослужащими правительственных войск общей численностью 75 человек выехала в Раштскую группу районов, примерно в 180—200 км от столицы. На стыке населённого пункта Навобод и ущелья Камароб военные были обстреляны из гранатомётов и пулемётов со стороны неизвестной вооружённой группы.
Ответственность за нападение взяла на себя террористическая организация Исламское движение Узбекистана. В видеообращении ИДУ оглашено требование к правительству Таджикистана отказаться от нынешней внутренней и внешней политики государства.
С 22 сентября оперативными группами и войсковыми частями всех силовых структур республики на территории Раштской долины и других регионов страны проводились войсковые операции по обезвреживанию и задержанию преступных группировок.

## Погибшие
22 сентября Министерство обороны Таджикистана опубликовало список военнослужащих, погибших при нападении боевиков. 23 военнослужащих были убиты в ходе боестолкновения и ещё 5 скончались от ран в госпиталях. Среди погибших 7 офицеров.